# راکی فورک پوینت (اوهایو)
راکی فورک پوینت (به انگلیسی: Rocky Fork Point) یک منطقهٔ مسکونی در ایالات متحده آمریکا است که در اوهایو واقع شده‌است. راکی فورک پوینت ۶۳۹ نفر جمعیت دارد و ۲۹۶٫۸۸ متر بالاتر از سطح دریا واقع شده‌است.